# Sabia racemosa
Sabia racemosa är en tvåhjärtbladig växtart. Sabia racemosa ingår i släktet Sabia och familjen Sabiaceae.

## Underarter
Arten delas in i följande underarter:
- S. r. kinabaluensis
- S. r. racemosa